# Mark Wyatt
Mark Andrew Wyatt (Bermudas, 12 de abril de 1961) es un exjugador canadiense de rugby nacido en un territorio británico de ultramar que se desempeñaba como fullback.

## Selección nacional
Fue convocado a los Canucks en 1982 debutando ante Japón y jugó regularmente con ellos hasta su retiro internacional en octubre de 1991 frente a los All Blacks. En total jugó 29 partidos y marcó 234 puntos.

### Participaciones en Copas del Mundo
Wyatt disputó las primeras dos Copas del Mundo; siendo una pieza fundamental de los Canucks que llegaron a cuartos de final en Inglaterra 1991, el mejor resultado de Canadá. En dicho torneo jugó su último partido con la selección.
| Mundial                       | Sede          | Resultado        | PJ | Pts |
| ----------------------------- | ------------- | ---------------- | -- | --- |
| Copa Mundial de Rugby de 1987 | Nueva Zelanda | Primera fase     | 3  | 7   |
| Copa Mundial de Rugby de 1991 | Inglaterra    | Cuartos de final | 3  | 33  |